# Dziedzickia pseudoarmata
Dziedzickia pseudoarmata är en tvåvingeart som beskrevs av Duret 1979. Dziedzickia pseudoarmata ingår i släktet Dziedzickia och familjen svampmyggor. Inga underarter finns listade i Catalogue of Life.